# Nitra nad Ipľom
Nitra nad Ipľom (węg. Ipolynyitra) – wieś (obec) na Słowacji położona w kraju bańskobystrzyckim, w powiecie Łuczeniec. Pierwsze wzmianki o miejscowości pochodzą z roku 1350. 
Według danych z dnia 31 grudnia 2012, wieś zamieszkiwały 344 osoby, w tym 164 kobiety i 180 mężczyzn.
W 2001 roku rozkład populacji względem narodowości i przynależności etnicznej wyglądał następująco:
- Słowacy – 49,08%
- Czesi – 2,56%
- Romowie – 9,89%
- Węgrzy – 38,46%

Ze względu na wyznawaną religię struktura mieszkańców kształtowała się w 2001 roku następująco:
- Katolicy rzymscy – 90,84%
- Ewangelicy – 1,47%
- Ateiści – 1,1%
- Nie podano – 4,4%